# آب‌شیخ
آب شیخ روستایی در دهستان پل به پایین بخش سیمکان شهرستان جهرم استان فارس ایران است.
از جاذبه‌های گردشگری این روستا می‌توان به امامزاده سید عبدالوهاب و وجود بیش از ۱۰ چشمه طبیعی در این روستا اشاره کرد.
شغل اکثر مردمان این روستا کشاورزی و دامداری بوده که متأسفانه با گذشت زمان دامداری در این روستا منسوخ شده‌است و تعداد قابل توجهی از درآمد مردمان این روستا تولید زغال در کوره‌های دست‌ساز و سنتی می‌باشد. این تغییر رویه به روی نوع کشاورزی این روستا هم بی‌تاثیر نیوده و از حالت کشاورزی سنتی و باغ‌هایی که در گذشته اکثراً لیمو و خرما بوده‌است به باغ‌های انگور با آبیاری قطره‌ای تغییر یافته‌است.

## جمعیت
بر پایه سرشماری عمومی نفوس و مسکن در سال ۱۳۹۵ جمعیت این مکان ۲۷۵ نفر (۷۹خانوار) بوده‌است.